# 京城機電股份
北京京城機電股份有限公司，簡稱北京京城機電股份，以及京城機電股份（英語：Beijing Jingcheng Machinery Electric Company Limited；港交所：0187；上交所：600860），在1978年，於北京市（總部）成立「北京天海工業有限公司」（前身為「北京高压气瓶厂」和「北京天海高压容器有限公司」）。
該公司業務在國內經營生產和銷售各種理低溫儲運容器、壓縮機（活塞式壓縮機、隔膜式壓縮機、核級膜壓縮機）及配件；機械設備、電氣設備；技術諮詢、技術服務；貨物進出口、技術進出口、代理進出口等。
而在2014年1月14日，由控股公司北京京城机电控股有限责任公司，把當時原有經營印刷機械製造的北人印刷机械股份有限公司更名而設。
2014年5月16日，京城機電股份計劃，把旗下「北京京城壓縮機有限公司」（2002年成立）和「北京復盛機械有限公司」（1953年成立）以人民幣250,202,800元出售，原因為是受資金成本增加。

## 外部連結
- btic.cn （页面存档备份，存于）
- jingchenggf.cn （页面存档备份，存于）